# Catalaunok
A catalaunok ókori gall nép a mai Champagne-ban. Fővárosuk Catelauni, a mai Châlons sur Marne volt. A catalaunok földje arról a csatáról nevezetes, amelyben 451-ben a hunok seregét megverte Aetius, római hadvezér. A népről Ammianus Marcellinus és Jordanes tudósít.